# Don Patterson (animatore)
Don Patterson (Chicago, 26 dicembre 1909 – Santa Barbara, 12 dicembre 1998) è stato un animatore e regista statunitense.

## Biografia
Lavorò in vari studios durante l'età d'oro dell'animazione, tra cui la Walt Disney Productions, lo studio di animazione della Metro-Goldwyn-Mayer e quello di Walter Lantz. Era il fratello maggiore dell'animatore e regista Ray Patterson. Patterson vinse un Golden Award ai Motion Pictures Screen Cartoonists Awards del 1985.